# Rythme sinusal

ECG d'un rythme sinusal.

Un rythme sinusal est une caractéristique du cœur normal selon l'électrocardiogramme. Il est en rapport avec une synchronisation correcte de la contraction du cœur suivant la séquence nœud sinusal (d'où le nom) - oreillettes - nœud atrioventriculaire - ventricules.
On dit qu'un ECG est sinusal :
- si chaque QRS (témoin de la dépolarisation, et donc, de la contraction des ventricules) est précédé d'une onde P (témoin de la dépolarisation, et donc, de la contraction des oreillettes) ;
- chaque onde P est suivie d'un QRS ;
- l'onde P est positive en DII (ce qui est en faveur d'un rythme issu du nœud sinusal situé à la partie haute de l'oreillette droite. Dans le cas contraire, le rythme est dit ectopique, par exemple, venant du sinus coronaire).

## Rythme sinusal normal
Par convention, on considère que le terme « rythme sinusal normal » (RSN), ou rythme sinusal régulier (RSR), signifie non seulement que les ondes P (reflétant l'activité du nœud sinusal) sont normales dans sa morphologie, mais aussi que toutes les autres mesures de l'électrocardiogramme sont également normales. Les critères comprennent donc :
- un rythme régulier ;
- une fréquence cardiaque de 60 à 100 battements/min ;
- des ondes P droites, dans un rapport de 1 à 1, qui précèdent chaque complexe QRS ;
- un intervalle PR d'au plus 0,12 à 0,20 seconde ;
- un complexe QRS d'au plus 0,11 seconde.

## Arythmie
L'arythmie cardiaque est un rythme cardiaque différent du rythme sinusal normal qui comprend la tachycardie (battement trop rapide) et la bradycardie (trop lent).
Un ECG peut être légèrement irrégulier surtout chez les enfants en raison du tonus du système nerveux autonome. Si cet ECG est sinusal, il s'agit d'une arythmie sinusale qui est considérée comme une variante de la normale.